# Saltbryum
Saltbryum (Bryum salinum) är en bladmossart som beskrevs av Ingebrigt Severin Hagen och Limpricht 1892. Saltbryum ingår i släktet bryummossor, och familjen Bryaceae. Enligt den finländska rödlistan är arten otillräckligt studerad i Finland. Arten är reproducerande i Sverige. Artens livsmiljö är strandängar vid Östersjön. Inga underarter finns listade i Catalogue of Life.